# Wełykoserbuliwka
Wełykoserbuliwka (ukr. Великосербулівка) – wieś na Ukrainie, w obwodzie mikołajowskim, w rejonie wozniesieńskim, w hromadzie Jełaneć. W 2001 liczyła 785 mieszkańców, spośród których 573 wskazało jako ojczysty język ukraiński, 40 rosyjski, 129 mołdawski, 2 białoruski, 39 ormiański, a 2 inny.